# Mikalaj Jafrėmavič Aŭchimovič
Mikalaj Jafrėmavič Aŭchimovič (in bielorusso Мікалай Яфрэмавіч Аўхімовіч?, in russo Николай Ефремович Авхимович?, Nikolaj Efremovič Avchimovič; Borisov, 14 gennaio 1907 – Minsk, 12 settembre 1996) è stato un politico sovietico dal 1991 bielorusso.
È stato membro del Comitato Centrale del PCUS e deputato del Soviet Supremo dell'Unione Sovietica per 4 legislature.